# Smithatris
Smithatris är ett släkte av enhjärtbladiga växter. Smithatris ingår i familjen Zingiberaceae.
Kladogram enligt Catalogue of Life:
| Smithatris | \| \| Smithatris myanmarensis \| \| \| \| \| \| Smithatris supraneanae \| \| \| \| |
|            | \| \| Smithatris myanmarensis \| \| \| \| \| \| Smithatris supraneanae \| \| \| \| |
|            | Smithatris myanmarensis                                                            |
|            |                                                                                    |
|            | Smithatris supraneanae                                                             |
|            |                                                                                    |